# 贝基尼
贝基尼（法語：Becquigny，法語發音：[bɛkiɲi]）是法国上法蘭西大區埃纳省的一个市镇，属于圣康坦区。

## 地理
贝基尼（50°1'2"N, 3°28'11"E）面积4.67 平方千米，位于法国上法蘭西大區埃纳省，该省份为法国北部内陆省份，北起北部省，西接索姆省和瓦兹省，东临阿登省和马恩省，西南至塞纳-马恩省，东北部与比利时接壤。
与贝基尼接壤的市镇（或旧市镇、城区）包括：博安昂韦尔芒多瓦、普雷蒙、沃-昂迪尼、比西尼。

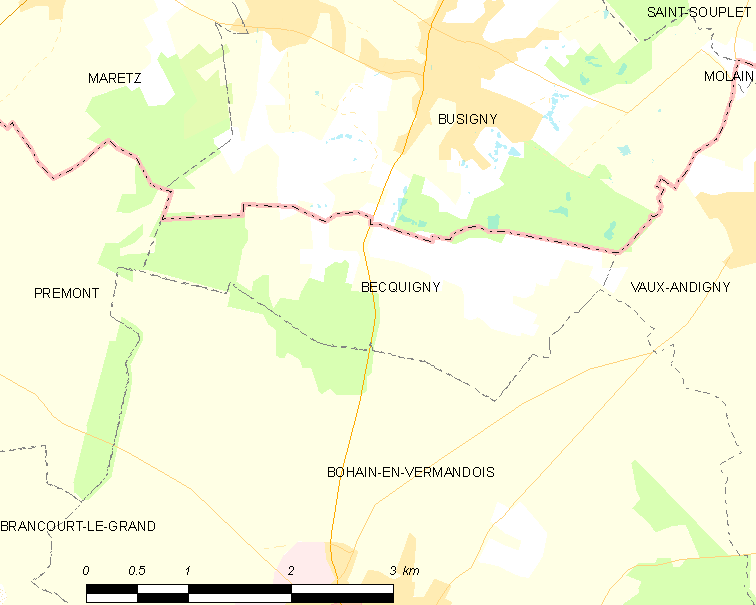
贝基尼的OSM定位图

贝基尼的时区为UTC+01:00、UTC+02:00（夏令时）。

## 行政
贝基尼的邮政编码为02110，INSEE市镇编码为02061。

## 政治
贝基尼所属的省级选区为博安昂韦尔芒多瓦县。

## 人口

1962-2008年间贝基尼人口变化图示

贝基尼于2022年1月1日时的人口数量为263人。